# 荒木美穂 (アナウンサー)
荒木 美穂（あらき みほ、1996年11月15日 - ）は、山梨放送 (YBS) のアナウンサー。千葉県松戸市出身。早稲田大学卒業。テレビ朝日アスク出身。

## 来歴
2019年に山梨放送に入社。同期の田中千尋、深田幹規、この年に他局から移籍してきた小松千絵、森田絵美とともに同局のアナウンサーになる。
2020年度より報道キャスター専任となる。
2024年度まででYBSワイドニュースの担当を外れ、2025年度よりテレビ、ラジオの各番組を担当する。

## 人物・エピソード
- 趣味はハローキティのグッズを集めること。
- 特技の一つに卓球がある[1]。中学・高校の6年間は卓球部に所属していた[4][5]。
- 2021年6月29日、同じ山梨放送の先輩アナウンサーの村上幸政と職場結婚したことが山梨日日新聞に掲載された[6]ことを受け、村上が番組内でも結婚を報告した。

## 出演番組
テレビ
- やまなし調ベラーズ ててて!TV
  - MC（2025年4月4日 - ）[7]
- YBSワイドニュース
  - メインキャスター（2020年3月30日 - 2025年3月28日）
- 山梨ライブ ててて!TV 
  - 水曜はらペコ横丁！」リポーター[1]（2019年7月 - 2020年3月）
- 海と日本PROJECT in やまなし[1]

テレビドラマ
- ホットスポット第1話・第6話・第7話（2025年1月12日・2月16日・23日、日本テレビ系） - アナウンサー 役

ラジオ
- 909morning
  - 水曜日担当（2025年4月2日 - ）